# 下川口村
下川口村（しもかわぐちむら）は、京都府天田郡にあった村。現在の福知山市中心部の北方一帯、国道175号・京都丹後鉄道宮福線の沿線、由良川の左岸にあたる。

## 地理
- 河川：由良川、牧川

## 歴史
- 1889年（明治22年）4月1日 - 町村制の施行により、漆端村・一尾村・上天津村・下天津村・牧村・瘤木村の区域をもって発足。
- 1949年（昭和24年）4月1日 - 福知山市に編入。同日下川口村廃止。

## 交通

### 鉄道路線
- 北丹鉄道
  - 北丹鉄道線（1971年休止、1974年廃止）
    - 下川駅 (京都府) - 上天津駅 - 下天津駅

現在は旧村域に京都丹後鉄道宮福線の牧駅・下天津駅が所在するが、当時は未開業。

### 道路
- 山陰街道（現・国道9号）
- 宮津街道（現・国道175号）